# Joseph de Fourquevaux
Joseph de Beccarie de Pavie de Fourquevaux est un homme politique français né le 2 juillet 1762 à Fourquevaux (Haute-Garonne) et mort le 4 décembre 1841 au même lieu.

## Biographie
Issue d'une famille de Milan, installée en France sous Charles VII, il est propriétaire terrien et député de la Haute-Garonne de 1811 à 1815.

## Sources
- « Joseph de Fourquevaux », dans Adolphe Robert et Gaston Cougny, Dictionnaire des parlementaires français, Edgar Bourloton, 1889-1891 [détail de l’édition]